# Danska kungahusets smycken
Danska kungahusets smycken är de historiska och nyskapade smycken som tillhör Danmarks kungahus. Flertalet smycken kommer från empirens Frankrike och har medförts från den svenska kungafamiljen, då två svenska prinsessor blev drottningar av Danmark.
Smyckena används flitigt i Danmark, bland annat vid statsbesök och den årliga nyårsgalan, samt vid privata tillfällen som bröllop och födelsedagsfester.
Det danska kungahusets smycken kan delas in i tre delar, Rosenborgssamlingen, det danska kungliga lösörefideikomisset och den privata samlingen. 

## Garnityr

### Désirées rubingarnityr
Désirées rubingarnityr kom till Sverige tillsammans med Désirée Clary, som efter makens trontillträde som svensk kung bar namnet drottning Desideria. Garnityrdelarna hör egentligen inte ihop utan har kompletteras genom åren av de olika ägarna. Drottning Désirée gav det till svärdottern Josefina av Leuchtenberg, som i sin tur lånade ut dem till sitt barnbarn Louise av Sverige.
Garnityret kom till Danmark 1869, då prinsessan Lovisa gifte sig med kronprins Fredrik sedermera Fredrik VIII av Danmark. Hon ärvde smyckena efter att hennes farmor drottning Josefinas avlidit 1876.
När Lovisas son, den blivande kung Christian X av Danmark, gifte sig med Alexandrine av Mecklenburg-Schwerin år 1898, gav Lovisa tiaran i bröllopsgåva till sin svärdotter. Drottning Alexandrine lät på samma sätt rubintiaran gå vidare till prinsessan Ingrid av Sverige som bröllopspresent då hon 1935 gifte sig med Alexandrines son Fredrik (IX av Danmark).
Drottning Ingrid lånade ut garnityret till sin äldsta dotter Margrethe, sedermera drottning Margrethe II av Danmark, i samband med hennes 18-årsbal. Idag ägs smycket av Ingrids dotterson, kung Frederik X, och bärs ofta av drottning Mary.

#### Diademets utformning
Diademet har under åren förändrats efter rådande mode. Drottning Mary gjorde några mindre förändringar under sin tid som kronprinsessa.

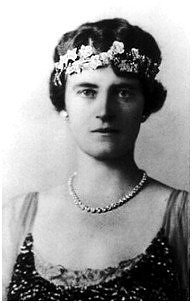
Drottning Alexandrine av Danmark bär den första versionen av rubindiademet.
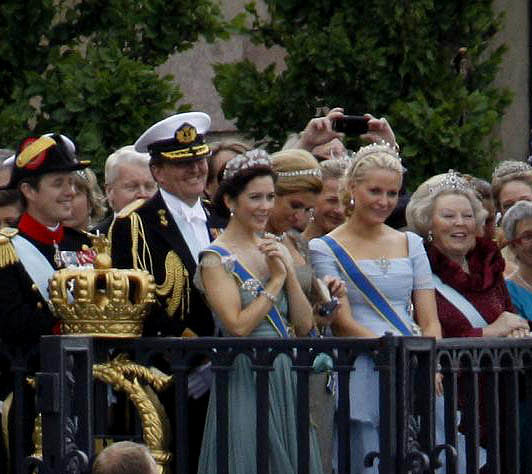
Mary, då kronprinsessa av Danmark, med diademet 2010.

### Smaragdgarnityret
Garnityret består av 67 smaragder och 2.650 diamanter. Det finns ett diadem, halsband, örhängen och brosch. Broschen kan bli tre mindre broscher och kan användas som kläpp till halsbandet. 
De äldsta smaragderna kan dateras till 1723. Dessa var då en gåva från Kristian VI av Danmark till drottning Sophia Magdalena då kronprinsen, senare Frederik V föddes. De resterande smaragderna härstammar från prinsessan Louise Charlotta av Danmark. Själva garnityret skapades till drottning Karolina Amalia av Augustenborgs silverbröllop 1840. Idag kan det beskådas på Rosenborgs slott och setet ingår i Danmarks kronjuveler.

## Diadem

### Cartierdiademet
Diademet är gjort av Cartier och var en lysningspresent till den blivande kronprinsessan Margareta av Sverige från khediven av Egypten. Det gick sedan i arv till drottning Ingrid av Danmark. Prinsessan Margareta bar det både som bröstsmycke och diadem. Idag ägs det av Anne-Marie av Danmark som bär det vid högtidliga tillfällen.
Diademet har blivit ett bröllopsdiadem bland drottning Ingrids kvinnliga ättlingar. Den första som bar den var prinsessan Anne-Marie då hon gifte sig med Konstantin II av Grekland i Aten 1964. Systrarna prinsessan Margrethe (drottning Margrethe) och prinsessan Benedikte bar även de diademet på bröllopsdagen. Av Ingrids barnbarn har det burits av prinsessan Alexia och prinsessan Nathalie, samt av hennes dotterson prins Joachims första hustru, Alexandra av Frederiksborg.

### Drottning Sofias stjärndiadem
Den första att porträtteras med detta diadem är drottning Sofia av Sverige. Prinsessan Ingrid fick det som bröllopsgåva av sin farfar Gustaf V. Diademet ägs idag av prinsessan Benedikte, genom arv. Det har burits av hennes dotter prinsessan Alexandra och av hennes svärdotter Carina Axelsson.

### Midnattsdiademet
Midnattsdiademet är ett modernt diadem från danska smyckesdesignern Charlotte Lynggaard från hovjuvelerare Ole Lynggaard in Copenhagen. Smycket skapades 2009, och ägs av juvelerarfirman men är exklusivt utlånat till drottning Mary. Diademet är gjort av silver, vitguld, månstenar och briljanter. Värdet uppges vara 1,5 miljoner danska kronor.